# Palau Bánffy de Cluj-Napoca
El Palau de Bánffy és un edifici barroc del segle xviii situat a Cluj-Napoca. Fou dissenyat per l'arquitecte alemany Johann Eberhard Blaumann. Construït entre el 1774 i el 1775, es considera el més representatiu per a l'estil barroc de Transsilvània. El primer propietari del palau va ser el duc hongarès György Bánffy (1746-1822), governador de Transsilvània.
Francesc II, emperador del Sacre Imperi Romanogermànic i la seva esposa Caroline Augusta de Baviera van ser acollits al palau durant la seva visita a Kolozsvár, entre el 18 i el 27 d'agost de 1817. Aquesta va ser la primera ocasió en què un governant de la família dels Habsburg va visitar la ciutat. Francesc Josep I d'Àustria també va ser el convidat del palau entre 2-4. Agost de 1852 i 22-24 de setembre de 1887. El palau (juntament amb el castell Răscruci de la família Bánffy) apareix en les reminiscències d’una institutriu anglesa, Florence Tarring, que va treballar per a una de les branques de la família Bánffy durant la Primera Guerra Mundial (1914-1919).
El febrer de 1951 el consell de la ciutat va decidir buidar el palau per establir-hi un museu d'art; les obres es van acabar l'estiu de 1954. El museu es va obrir al palau restaurat el 30. Desembre de 1965. El cinema que ocupava el pati interior del palau va ser enderrocat el 1974.
La superfície del palau és de 66 × 48 m, el seu pati interior és de 26 × 26 m. Les ales dels laterals inclouen una fila d'habitacions, mentre que les ales davantera i posterior inclouen dues files. El pati està envoltat per un pòrtic al segon pis.
La façana està decorada amb estàtues de Mart, Minerva, Apol·lo, Diana, Hèrcules, Perseu i l'escut de la família Bánffy amb grifons, sense corona. A sobre la porta hi ha una lògia amb set pilars.

## Museu d'Art

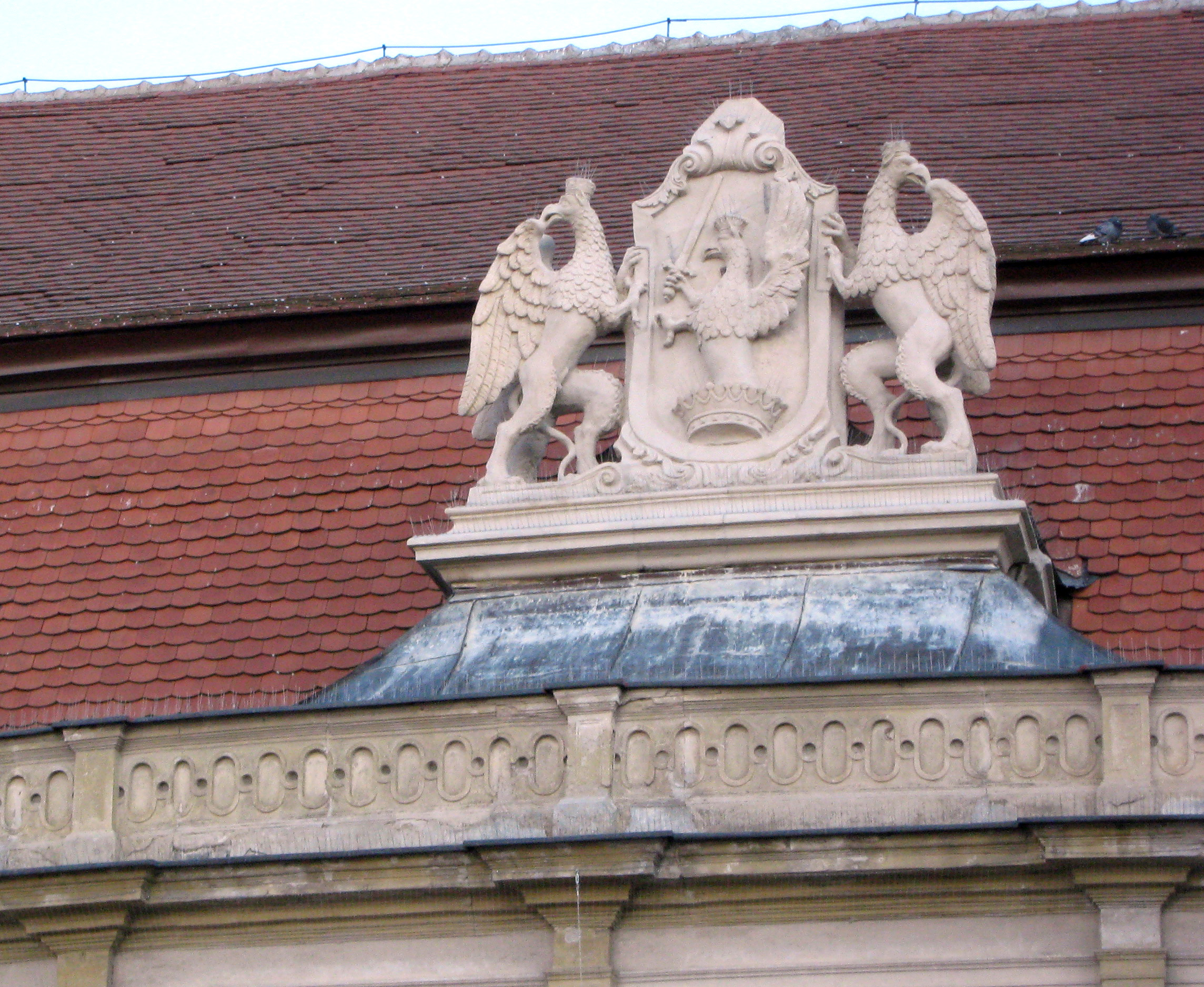
Escut de la família Bánffy

Des del 1951, el palau acull el Museu Nacional d’Art de Cluj-Napoca, que inclou, a la seva col·lecció Virgil Cioflec, les obres d’art de molts artistes romanesos importants, com Nicolae Grigorescu, Ştefan Luchian, Dimitrie Paciurea, Theodor Pallady, Camil Ressu i altres. El museu també inclou obres de destacats artistes hongaresos József Koszta, Károly Lotz, László Mednyánszky, Mihály Munkácsy, Béla Nagy Abodi i István Réti. La col·lecció internacional inclou pintures de grans artistes europeus com Luca Giordano, Carlo Dolci, Jean-Hippolyte Flandrin, Félix Ziem, Ivan Aivazovsky, Herri met de Bles i Franz Defregger, a més d’escultures de Claude Michel, Antoine-Louis Barye i Ernst. Barlach. La col·lecció de gràfics inclou obres de grans estampadors europeus dels segles XVI-XX. Entre ells, el museu acull les obres de Salvator Rosa, Giovanni Battista Piranesi, Honoré Daumier, Théodore Géricault, Edgar Degas i Käthe Kollwitz.